# BV De Graafschap in het seizoen 2007/08
Het seizoen 2007-2008 was voor De Graafschap na twee seizoenen Eerste divisie weer een seizoen op het hoogste niveau: Eredivisie. Na play-off wedstrijden handhaafde de club zich op dit niveau.

## Selectie
| Pos. | Speler                | Contract tot |
| ---- | --------------------- | ------------ |
| D    | Mustafa Amezrine      |              |
| D    | Jim van Fessem        |              |
| D    | Nicolas Cinalli       |              |
| V    | Michael Jansen        | 2008         |
| V    | René Bot              | 2008         |
| V    | Dave Bus              | 2008         |
| V    | Purrel Fränkel        | 2008         |
| V    | Cerezo Fung a Wing    | 2009         |
| V    | Léon Hese             |              |
| V    | Stephan Keller        | 2010         |
| V    | Ard van Peppen        | 2008         |
| V    | Joost Volmer          | 2008         |
| M    | Rogier Meijer         | 2008         |
| M    | Joep van den Ouweland | 2008         |
| M    | Sjoerd Overgoor       |              |
| M    | Reinier Robbemond     | 2008         |
| M    | Lasse Schöne          | 2008         |
| M    | Resit Schuurman       | 2009         |
| M    | Rik Sebens            |              |
| M    | Mees Siers            |              |
| M    | Roy Terschegget       | geen         |
| M    | Arnar Viðarsson       | 2008         |
| A    | Donny de Groot        | 2009         |
| A    | Will Johnson          | 2008         |
| A    | Kevin Sissing         | 2008         |
| A    | Berry Powel           | 2010         |
| A    | Niklas Tarvajärvi     | 2008         |

## Transfers

### Aangetrokken
| Speler               | Vorige club   | Contract tot |
| -------------------- | ------------- | ------------ |
| Resit Schuurman      | FC Twente     | 2009         |
| Marcel van der Sloot | TOP Oss       | 2010         |
| Donny de Groot       | AEK Larnaca   | 2009         |
| Cerezo Fung A Wing   | RKC Waalwijk  | 2009         |
| Stephan Keller       | RKC Waalwijk  | 2010         |
| Roy Terschegget      | sc Heerenveen | geen         |
| Nicolas Cinalli      | FC Crotone    | 2010         |

### Vertrokken
| Speler            | Nieuwe club     |
| ----------------- | --------------- |
| Luuk te Boekhorst | Go Ahead Eagles |

### Gehuurd
| Speler            | Gehuurd van   | Gehuurd tot              |
| ----------------- | ------------- | ------------------------ |
| Will Johnson      | sc Heerenveen | 2008                     |
| Arnar Viðarsson   | FC Twente     | 2008 (1e optie tot koop) |
| Niklas Tarvajärvi | sc Heerenveen | 2008                     |
| Purrel Fränkel    | Vitesse       | 2008                     |
| Michael Jansen    | Feyenoord     | 2008                     |

### Verhuurd
| Speler               | Verhuurd aan  | Verhuurd tot |
| -------------------- | ------------- | ------------ |
| Mark Bloemendaal     | sc Heerenveen | 2008         |
| Raymond Lenting      | AGOVV         | 2008         |
| Marcel van der Sloot | FC Dordrecht  | 2008         |

## Voorbereiding

### Wedstrijden
| Datum            | Thuis                      | Uitslag | Uit                 | Doelpuntenmakers (GRA)                                                 | Bijzonderheden                           |
| ---------------- | -------------------------- | ------- | ------------------- | ---------------------------------------------------------------------- | ---------------------------------------- |
| 4 juli 2007      | SV Bredevoort              | 0-8     | De Graafschap       | Powel 2×, De Groot 2×, Stephan Keller, Tarvajärvi, Schöne, Bloemendaal |                                          |
| 5 juli 2007      | VV Ruurlo                  | 0-8     | De Graafschap       | Powel 3×, Schöne 2×, Tarvajärvi 2×, Sebens                             |                                          |
| 7 juli 2007      | VV Doetinchem              | 0-2     | De Graafschap       | Niklas Tarvajärvi, De Groot                                            |                                          |
| 10 juli 2007     | Streekelftal NVC Netterden | 1-7     | De Graafschap       | Tarvajärvi 3×, Powel 2×, De Groot, Siers                               |                                          |
| 11 juli 2007     | AZSV                       | 0-1     | De Graafschap       | Powel                                                                  |                                          |
| 14 juli 2007     | De Graafschap              | 1-1     | Stormvogels Telstar | Niklas Tarvajärvi                                                      |                                          |
| 18 juli 2007     | De Graafschap              | 3-3     | Sivasspor           | Schöne, Powel, De Groot                                                |                                          |
| 22 juli 2007     | De Graafschap              | 1-1     | Skoda Xanthi        | De Groot                                                               |                                          |
| 26 juli 2007     | De Graafschap              | 0-0     | NEC                 |                                                                        | De Graafschap wint strafschoppen 4-3     |
| 28 juli 2007     | De Graafschap              | 5-0     | Helders Elftal      | Johnson 2×, Schöne, Tarvajärvi, Hése                                   | De Graafschap verliest strafschoppen 1-4 |
| 1 augustus 2007  | De Graafschap              | 0-0     | Haarlem             |                                                                        | De Graafschap wint na strafschoppen 4-3  |
| 3 augustus 2007  | De Graafschap              | 2-3     | Fortuna Sittard     | Powel, Tarvajärvi                                                      |                                          |
| 10 augustus 2007 | De Graafschap              | 3-0     | Real Sociedad       | Van Peppen, Powel, Viðarsson                                           |                                          |

## Eredivisie

### Wedstrijden
| Datum             | Thuis            | Uitslag | Uit              | Doelpuntenmakers (GRA)        | Bijzonderheden     |
| ----------------- | ---------------- | ------- | ---------------- | ----------------------------- | ------------------ |
| 19 augustus 2007  | De Graafschap    | 1-8     | Ajax             | De Groot                      |                    |
| 26 augustus 2007  | FC Groningen     | 0-2     | De Graafschap    | De Groot, Powel               |                    |
| 2 september 2007  | FC Utrecht       | 2-2     | De Graafschap    | De Groot 2×                   |                    |
| 15 september 2007 | De Graafschap    | 3-2     | VVV-Venlo        | De Groot, Fung a Wing, Keller |                    |
| 22 september 2007 | Vitesse          | 0-2     | De Graafschap    | Fränkel, Powel                |                    |
| 30 september 2007 | De Graafschap    | 0-0     | FC Twente        |                               |                    |
| 6 oktober 2007    | NAC Breda        | 1-0     | De Graafschap    |                               |                    |
| 19 oktober 2007   | De Graafschap    | 4-0     | Sparta Rotterdam | Schöne, Powel, Hese, De Groot |                    |
| 27 oktober 2007   | Roda JC          | 1-0     | De Graafschap    |                               |                    |
| 4 november 2007   | Feyenoord        | 2-0     | De Graafschap    |                               |                    |
| 10 november 2007  | De Graafschap    | 1-1     | Excelsior        | Fung a Wing                   |                    |
| 24 november 2007  | sc Heerenveen    | 2-3     | De Graafschap    | De Groot, Schöne, Powel       |                    |
| 1 december 2007   | De Graafschap    | 0-1     | PSV              |                               |                    |
| 8 december 2007   | Heracles Almelo  | 2-0     | De Graafschap    |                               |                    |
| 15 december 2007  | De Graafschap    | 1-1     | N.E.C.           | Schöne                        |                    |
| 21 december 2007  | Willem II        | 1-2     | De Graafschap    | Powel, De Groot               | Rood: Demouge (32) |
| 30 december 2007  | FC Twente        | 2-0     | De Graafschap    |                               |                    |
| 13 januari 2008   | De Graafschap    | 0-3     | Vitesse          |                               |                    |
| 16 januari 2008   | De Graafschap    | 1-2     | AZ               | Schöne                        |                    |
| 20 januari 2008   | Sparta Rotterdam | 6-1     | De Graafschap    | Viðarsson                     |                    |
| 23 januari 2008   | De Graafschap    | 2-1     | Roda JC          | Schöne (pen), Powel           |                    |
| 2 februari 2008   | Excelsior        | 1-1     | De Graafschap    | Tarvajärvi                    |                    |
| 9 februari 2008   | De Graafschap    | 1-3     | Feyenoord        | Schöne                        |                    |
| 17 februari 2008  | De Graafschap    | 0-1     | NAC Breda        |                               |                    |
| 24 februari 2008  | PSV              | 4-1     | De Graafschap    | Schöne                        | Rood: Hese (82)    |
| 1 maart 2008      | De Graafschap    | 1-2     | Willem II        | Tarvajärvi                    | Rood: Keller (84)  |
| 8 maart 2008      | N.E.C.           | 3-1     | De Graafschap    | Tarvajärvi                    |                    |
| 15 maart 2008     | De Graafschap    | 0-0     | Heracles Almelo  |                               |                    |
| 22 maart 2008     | AZ               | 0-0     | De Graafschap    |                               |                    |
| 28 maart 2008     | De Graafschap    | 1-1     | FC Groningen     | Johnson                       |                    |
| 6 april 2008      | Ajax             | 4-1     | De Graafschap    | Tarvajärvi                    |                    |
| 13 april 2008     | De Graafschap    | 1-1     | FC Utrecht       | Johnson                       |                    |
| 20 april 2008     | VVV-Venlo        | 3-0     | De Graafschap    |                               |                    |

### Eindstand
| №  | Club             | WG | W  | G  | V  | DV | DT | +/– | Punten |
| -- | ---------------- | -- | -- | -- | -- | -- | -- | --- | ------ |
|    | PSV              | 34 | 21 | 9  | 4  | 65 | 24 | +41 | 72     |
| 2  | Ajax             | 34 | 20 | 9  | 5  | 94 | 45 | +49 | 69     |
| 3  | NAC Breda        | 34 | 19 | 6  | 9  | 48 | 40 | +8  | 63     |
| 4  | FC Twente        | 34 | 17 | 11 | 6  | 52 | 32 | +20 | 62     |
| 5  | sc Heerenveen    | 34 | 18 | 6  | 10 | 88 | 48 | +40 | 60     |
| 6  | Feyenoord        | 34 | 18 | 6  | 10 | 64 | 41 | +23 | 60     |
| 7  | FC Groningen     | 34 | 15 | 6  | 13 | 53 | 54 | –1  | 51     |
| 8  | NEC Nijmegen     | 34 | 14 | 7  | 13 | 49 | 50 | –1  | 49     |
| 9  | Roda JC          | 34 | 12 | 11 | 11 | 55 | 55 | 0   | 47     |
| 10 | FC Utrecht       | 34 | 13 | 7  | 14 | 59 | 55 | +4  | 46     |
| 11 | AZ               | 34 | 11 | 10 | 13 | 48 | 53 | –5  | 43     |
| 12 | Vitesse          | 34 | 12 | 7  | 15 | 46 | 55 | –9  | 43     |
| 13 | Sparta Rotterdam | 34 | 9  | 7  | 18 | 52 | 76 | –24 | 34     |
| 14 | Heracles Almelo  | 34 | 8  | 8  | 18 | 34 | 64 | –30 | 32     |
| 15 | Willem II        | 34 | 8  | 7  | 19 | 40 | 49 | –9  | 31     |
| 16 | De Graafschap    | 34 | 7  | 9  | 18 | 33 | 64 | –31 | 30     |
| 17 | VVV-Venlo        | 34 | 7  | 8  | 19 | 44 | 76 | –32 | 29     |
| 18 | Excelsior        | 34 | 7  | 6  | 21 | 32 | 75 | –43 | 27     |

### Statistieken
Bijgaand een overzicht van de spelers die BV De Graafschap vertegenwoordigden in de eredivisie in het seizoen 2007/08 en als zestiende eindigden.
| Naam                  | Min.  | Duels | B  | Werd in het veld gebracht | Werd van het veld gehaald | Goal | Kreeg geel | Kreeg voor de tweede keer geel en dus rood | Weggestuurd |
| --------------------- | ----- | ----- | -- | ------------------------- | ------------------------- | ---- | ---------- | ------------------------------------------ | ----------- |
| Lasse Schöne          | 2777' | 34    | 33 | 1                         | 9                         | 7    | 0          | 0                                          | 0           |
| Resit Schuurman       | 3025' | 34    | 34 | 0                         | 1                         | 0    | 4          | 0                                          | 0           |
| Jim van Fessem        | 3060' | 34    | 34 | 0                         | 0                         | 0    | 0          | 0                                          | 0           |
| Cerezo Fung a Wing    | 2788' | 32    | 32 | 0                         | 4                         | 2    | 3          | 0                                          | 0           |
| Arnar Viðarsson       | 2655' | 32    | 32 | 0                         | 10                        | 1    | 1          | 0                                          | 0           |
| Stephan Keller        | 2731' | 31    | 31 | 0                         | 2                         | 1    | 9          | 0                                          | 1           |
| Léon Hese             | 2130' | 29    | 25 | 4                         | 9                         | 1    | 4          | 0                                          | 1           |
| Donny de Groot        | 1941' | 28    | 21 | 7                         | 7                         | 8    | 2          | 0                                          | 0           |
| Niklas Tarvajärvi     | 1306' | 28    | 12 | 16                        | 4                         | 4    | 0          | 0                                          | 0           |
| Will Johnson          | 860'  | 26    | 8  | 18                        | 5                         | 2    | 1          | 0                                          | 0           |
| Rogier Meijer         | 2141' | 26    | 25 | 1                         | 10                        | 0    | 4          | 0                                          | 0           |
| Purrel Fränkel        | 1853' | 24    | 21 | 3                         | 5                         | 1    | 5          | 0                                          | 0           |
| Reinier Robbemond     | 955'  | 23    | 9  | 14                        | 8                         | 0    | 2          | 0                                          | 0           |
| Berry Powel           | 1860' | 22    | 22 | 0                         | 8                         | 6    | 0          | 0                                          | 0           |
| Joep van den Ouweland | 404'  | 12    | 2  | 10                        | 1                         | 0    | 0          | 0                                          | 0           |
| Joost Volmer          | 972'  | 12    | 11 | 1                         | 4                         | 0    | 0          | 0                                          | 0           |
| Diego Biseswar        | 582'  | 11    | 5  | 6                         | 1                         | 0    | 1          | 0                                          | 0           |
| René Bot              | 446'  | 10    | 4  | 6                         | 2                         | 0    | 1          | 0                                          | 0           |
| Jordy Buijs           | 540'  | 6     | 6  | 0                         | 0                         | 0    | 1          | 0                                          | 0           |
| Michael Jansen        | 298'  | 5     | 4  | 1                         | 3                         | 0    | 1          | 0                                          | 0           |
| Girts Karlsons        | 200'  | 5     | 2  | 3                         | 2                         | 0    | 1          | 0                                          | 0           |
| Kevin Sissing         | 16'   | 2     | 0  | 2                         | 0                         | 0    | 0          | 0                                          | 0           |
| Ard van Peppen        | 104'  | 2     | 1  | 1                         | 0                         | 0    | 0          | 0                                          | 0           |
| Rik Sebens            | 2'    | 1     | 0  | 1                         | 0                         | 0    | 0          | 0                                          | 0           |
|                       |       |       |    |                           |                           |      |            |                                            |             |
| Nicolas Cinalli       | 0     | 0     | 0  | 0                         | 0                         | 0    | 0          | 0                                          | 0           |
| Arlo Hemkes           | 0     | 0     | 0  | 0                         | 0                         | 0    | 0          | 0                                          | 0           |
| Sjoerd Overgoor       | 0     | 0     | 0  | 0                         | 0                         | 0    | 0          | 0                                          | 0           |
| Mees Siers            | 0     | 0     | 0  | 0                         | 0                         | 0    | 0          | 0                                          | 0           |

## Nacompetitie

### Wedstrijden
| Datum       | Thuis         | Uitslag | Uit           | Doelpuntenmakers (GRA)  | Bijzonderheden                                                            |
| ----------- | ------------- | ------- | ------------- | ----------------------- | ------------------------------------------------------------------------- |
| 1 mei 2008  | Helmond Sport | 2-3     | De Graafschap | Schöne 3×               |                                                                           |
| 4 mei 2008  | De Graafschap | 3-1     | Helmond Sport | Hese, Tarvajärvi 2×     | Rood: Nieuwenburg (15) Rood: Uneken (68/2× geel) Rood: Buijs (75/2× geel) |
| 11 mei 2008 | FC Zwolle     | 1-3     | De Graafschap | Tarvajärvi 2×, Biseswar |                                                                           |
| 15 mei 2008 | De Graafschap | 0-0     | FC Zwolle     |                         | De Graafschap handhaaft zich.                                             |

### Statistieken
Bijgaand een overzicht van de spelers die BV De Graafschap vertegenwoordigden in de nacompetitie in het seizoen 2007/08 en zich wisten te handhaven op het hoogste niveau.
| Naam                  | Min. | Duels | B | Werd in het veld gebracht | Werd van het veld gehaald | Goal | Kreeg geel | Kreeg voor de tweede keer geel en dus rood | Weggestuurd |
| --------------------- | ---- | ----- | - | ------------------------- | ------------------------- | ---- | ---------- | ------------------------------------------ | ----------- |
| Diego Biseswar        | 168' | 4     | 0 | 4                         | 0                         | 1    | 0          | 0                                          | 0           |
| Stephan Keller        | 148' | 4     | 1 | 3                         | 0                         | 0    | 0          | 0                                          | 0           |
| Reinier Robbemond     | 214' | 4     | 4 | 0                         | 3                         | 0    | 0          | 0                                          | 0           |
| Lasse Schöne          | 360' | 4     | 4 | 0                         | 0                         | 3    | 0          | 0                                          | 0           |
| Resit Schuurman       | 360' | 4     | 4 | 0                         | 0                         | 0    | 0          | 0                                          | 0           |
| Joep van den Ouweland | 172' | 4     | 2 | 2                         | 2                         | 0    | 0          | 0                                          | 0           |
| Jim van Fessem        | 360' | 4     | 4 | 0                         | 0                         | 0    | 1          | 0                                          | 0           |
| Arnar Viðarsson       | 360' | 4     | 4 | 0                         | 0                         | 0    | 1          | 0                                          | 0           |
| Joost Volmer          | 360' | 4     | 4 | 0                         | 0                         | 0    | 0          | 0                                          | 0           |
| Jordy Buijs           | 255' | 3     | 3 | 0                         | 0                         | 0    | 0          | 1                                          | 0           |
| Léon Hese             | 212' | 3     | 3 | 0                         | 3                         | 1    | 2          | 0                                          | 0           |
| Rogier Meijer         | 223' | 3     | 3 | 0                         | 2                         | 0    | 1          | 0                                          | 0           |
| Niklas Tarvajärvi     | 220' | 3     | 3 | 0                         | 1                         | 4    | 0          | 0                                          | 0           |
| Donny de Groot        | 134' | 2     | 1 | 1                         | 1                         | 0    | 0          | 0                                          | 0           |
| Purrel Fränkel        | 180' | 2     | 2 | 0                         | 0                         | 0    | 1          | 0                                          | 0           |
| Cerezo Fung a Wing    | 180' | 2     | 2 | 0                         | 0                         | 0    | 0          | 0                                          | 0           |
| Will Johnson          | 33'  | 1     | 0 | 1                         | 0                         | 0    | 0          | 0                                          | 0           |
| Girts Karlsons        | 6'   | 1     | 0 | 1                         | 0                         | 0    | 0          | 0                                          | 0           |

## KNVB Beker

### Wedstrijden
| Datum             | Thuis         | Uitslag  | Uit           | Doelpuntenmakers (GRA)                   | Bijzonderheden                                           |
| ----------------- | ------------- | -------- | ------------- | ---------------------------------------- | -------------------------------------------------------- |
| 27 september 2007 | USV Elinkwijk | 1-5      | De Graafschap | Schöne 2×, De Groot, Tarvajärvi, Fränkel |                                                          |
| 30 oktober 2007   | Roda JC       | 3-2 (nv) | De Graafschap | Schöne, Volmer                           | Doelman Castro van Roda maakte in de 94ste minuut de 2-2 |

### Statistieken
Bijgaand een overzicht van de spelers die De Graafschap vertegenwoordigden in de KNVB Bekercompetitie in het seizoen 2007/08.
| Naam                  | Min. | Duels | B | Werd in het veld gebracht | Werd van het veld gehaald | Goal | Kreeg geel | Kreeg voor de tweede keer geel en dus rood | Weggestuurd |
| --------------------- | ---- | ----- | - | ------------------------- | ------------------------- | ---- | ---------- | ------------------------------------------ | ----------- |
| Jim van Fessem        | 210' | 2     | 2 | 0                         | 0                         | 0    | 0          | 0                                          | 0           |
| Stephan Keller        | 210' | 2     | 2 | 0                         | 0                         | 0    | 0          | 0                                          | 0           |
| René Bot              | 125' | 2     | 1 | 1                         | 0                         | 0    | 0          | 0                                          | 0           |
| Purrel Fränkel        | 148' | 2     | 1 | 1                         | 0                         | 1    | 0          | 0                                          | 0           |
| Cerezo Fung a Wing    | 152' | 2     | 2 | 0                         | 1                         | 0    | 0          | 0                                          | 0           |
| Léon Hese             | 184' | 2     | 2 | 0                         | 1                         | 0    | 1          | 0                                          | 0           |
| Will Johnson          | 134' | 2     | 1 | 1                         | 0                         | 0    | 1          | 0                                          | 0           |
| Reinier Robbemond     | 139' | 2     | 1 | 1                         | 0                         | 0    | 1          | 0                                          | 0           |
| Lasse Schöne          | 166' | 2     | 2 | 0                         | 1                         | 3    | 0          | 0                                          | 0           |
| Niklas Tarvajärvi     | 164' | 2     | 1 | 1                         | 0                         | 1    | 0          | 0                                          | 0           |
| Joost Volmer          | 166' | 2     | 2 | 0                         | 1                         | 1    | 0          | 0                                          | 0           |
| Donny de Groot        | 90'  | 1     | 1 | 0                         | 0                         | 1    | 0          | 0                                          | 0           |
| Rogier Meijer         | 120' | 1     | 1 | 0                         | 0                         | 0    | 1          | 0                                          | 0           |
| Berry Powel           | 71'  | 1     | 1 | 0                         | 1                         | 0    | 0          | 0                                          | 0           |
| Resit Schuurman       | 120' | 1     | 1 | 0                         | 0                         | 0    | 0          | 0                                          | 0           |
| Joep van den Ouweland | 26'  | 1     | 0 | 1                         | 0                         | 0    | 0          | 0                                          | 0           |
| Arnar Viðarsson       | 85'  | 1     | 1 | 0                         | 1                         | 0    | 1          | 0                                          | 0           |